# BNA-kubus
De BNA Kubus is een onderscheiding die sinds 1965 wordt uitgereikt door de Branchevereniging Nederlandse Architectenbureaus aan een persoon of een instelling als blijk van waardering voor een bijzondere verdienste voor de architectuur in Nederland.

## Ontvangers
- H. Lammers, 17 december 1965
- ir. Evert H. Kraayvanger, 20 mei 1966
- ir. H.G. Schelling, 26 mei 1967
- F.J. Gouwetor, 26 mei 1967
- Herm. Klok, 10 juni 1970
- H.O. Thunnissen, 31 augustus 1970
- M.P. van der Linden, 1971
- prof. ir. J.H. van den Broek, 17 mei 1974
- ir. W.F. Schut, 27 oktober 1981
- prof. ir. J.F. Berghoef, 12 november 1982
- prof. ir. S.J. van Embden, 12 november 1982
- prof. C. van Eesteren, 12 november 1982
- J.P. Kloos, 12 november 1982
- RAI gebouw BV, 18 oktober 1984
- Stichting Bouwkunst Den Bosch, 25 oktober 1985
- W.G. Quist, 1 juli 1986
- prof. J. van Stigt, 1 juli 1987
- W.E. van Scherpenhuijsen Rom, NMB Bank, 1 juli 1988
- Bestuur en Diensten Gemeente Rotterdam, 30 juni 1989
- Nic. Tummers, 29 september 1989
- Rijksbouwmeesterschap, 30 juni 1990
- prof. ir. H. Hertzberger, 1 juli 1991
- Technische Universiteit Delft, 1 juli 1992
- F.J. van Gool, 30 juni 1993
- Aldo en Hannie van Eyck, 1 juli 1994
- Jo Coenen, 1 juli 1995
- Adviesbureau voor Bouwtechniek ABT, 28 juni 1996
- J.M. Stokla, 1 juli 1997
- prof. H. Kollhoff, 10 oktober 1998
- Benthem & Crouwel, 16 oktober 1999
- Quadrat, 7 oktober 2000
- Kees Rijnboutt, 6 oktober 2001
- Koen van Velsen, 5 oktober 2002
- prof. ir. N.J. Habraken, 12 november 2003
- prof. ir. Hubert-Jan Henket en ir. Wessel de Jonge, 12 november 2004
- prof. ir. Wiel Arets, 11 november 2005
- F.J. van Dongen, 8 december 2006
- Office for Metropolitan Architecture, 10 november 2007
- architectenbureau cepezed, 12 december 2008
- Neutelings Riedijk, 19 november 2010
- UNStudio, 2016
- Francine Houben, 2018
- Ton Schaap, 2021